# Alburnoides namaki
Alburnoides namaki är en fiskart som beskrevs av Bogutskaya och Brian W. Coad 2009. Alburnoides namaki ingår i släktet Alburnoides och familjen karpfiskar. Inga underarter finns listade i Catalogue of Life.